# Мисс Март
«Мисс Март» (англ. Miss March) — молодёжная секс-комедия, изобилующая шутками, связанными с сумасшедшими пожарными, горячими лесбиянками, глупыми моделями «Плейбоя» и многим другим.

## Описание
Два друга: распутник Такер и девственник Юджин готовятся к своему школьному выпускному. Девушка девственника просит заняться с ней сексом. Он отказывается, потому что когда его старший брат лишился девственности, то подхватил сифилис, болезнь со временем дошла до его мозга и теперь он в психушке, а девушка. с которой он переспал, родила неполноценного ребёнка, который играясь со спичками сгорел сам и сжёг мать Юджина. Теперь у Юджина остался только отец. И ему очень страшно вступать в половой контакт, но он очень сильно любит свою девушку и обещает ей это сделать на вечеринке после школьного выпускного.
На вечеринке Такер наливает своему другу спиртного, чтобы тот расслабился перед очень важным событием в своей жизни. Юджин выпивает слишком много и попутав двери падает в подвал и сильно ударившись головой впадает в кому.
Через несколько лет он выходит из комы от удара бейсбольной битой по голове — именно таким незамысловатым способом Такер попытался разбудить его.
Юджин узнаёт, что его отец уехал работать в другой город и ему абсолютно нет до него дела, а девушка Юджина его бросила и снимается в Playboy, и где теперь её найти неизвестно. Но вдруг Такер узнаёт, что через несколько дней будет вечеринка Playboy в особняке у самого Хью Хефнера и там будут все модели, в том числе и девушка Юджина. Теперь друзья просто обязаны отправиться в дорожное приключение, чтобы Юджин смог снова увидеть свою любовь.

## В ролях
- Зак Креггер — Юджин Белл
- Тревор Мур — Такер Клейн
- Ракель Алесси — Синди Вайтхолл
- Молли Стэнтон — Кендис
- Крэйг Робинсон — Конский Хрен точка MPEG
- Хью Хефнер — в роли самого себя
- Седрик Ярбро — доктор

## Критика
От подавляющего большинства критиков фильм «Мисс Март» получил плохие отзывы. По данным сайта Rotten Tomatoes, лишь 5 % из 76 рецензий критиков были положительными, и средний рейтинг фильма был определён в 2,5 балла из 10. На сайте Metacritic на основании 15 обзоров фильм получил средний балл 7 из 100. CNN назвала «Мисс Март» худшим фильмом 2009 года.

## Релиз и кассовые сборы
Фильм оказался на 10-м месте по сборам за уикенд, на котором он дебютировал, заработав 2,4 млн долларов США. По итогам проката касса фильма составила $ 4,59 млн, из них лишь 1,1 % были собраны за пределами США и Канады.